# Astragalus retamocarpus
Astragalus retamocarpus är en ärtväxtart som beskrevs av Pierre Edmond Boissier. Astragalus retamocarpus ingår i släktet vedlar, och familjen ärtväxter. Inga underarter finns listade i Catalogue of Life.